# SŽ-serija 06
SŽ-serija 06 (prej JŽ-serija 06) je oznaka za parne lokomotive, ki so bile izdelane v berlinski tovarni Borsig ter so vozile tudi po slovenskih progah. 

## Zgodovina
Obstajale so tri izvedenke lokomotive, in sicer:
| 2'C1'-Lokomotiva | za vleko hitrih potniških vlakov                     | serija 05 |
| 1'D1'-Lokomotiva | za vleko težkih potniških ter hitrih tovornih vlakov | serija 06 |
| 1'E-Lokomotiva   | za težki tovorni promet                              | serija 30 |

Vse tri serije lokomotiv so imele veliko količino identičnih delov. Tovarna Schwartzkopff je prevzela gradnjo brzovoznih lokomotiv, Borsig pa gradnjo lokomotiv serije 06 in 30.
Serija 06 je bila zasnovana za hribovite proge zahodne Jugoslavije ter za proge proti Bolgariji in Grčiji. Največja hitrost lokomotiv je bila 85 km/h, kar je bilo za tedanje razmere povsem ustrezno. Inženirji so zadostili tudi naročnikovim zahtevam po 16-tonskem osnem pritisku, po uporabi jugoslovanskega premoga z nižjo toplotno močjo ter premagovanju 1 % vzponov 600 ton težke kompozicije s hitrostjo 80 km/h.
Vsi tri serije so imele isti kotel ter vagon za premog in vodo, imenovan tender.
Tovarna Borsig je leta 1930 dobavila tedanjim Jugoslovanskim državnim železnicam (kratica JDŽ) 30 lokomotiv serije 06, ki so imele tovarniško številko 12190 do 12219. Sprva so bile lokomotive označene po stari shemi, in sicer 486, pozneje v letu 1933 so dobile oznake 06.
Lokomotive so takoj prevzele vleko vseh vrst vlakov, na progah zahodno od Zagreba tudi vleko brzovoznih vlakov. Med njimi je bil tudi znameniti Simplon-Orient-Express.[1] Zahodno od Beograda lokomotive niso bile v uporabi.

### Druga svetovna vojna
Ko je leta 1941 okupatorska vojska zasedla Jugoslavijo, so bile lokomotive zasežene in razdeljene po posameznih območjih. Hrvaški je pripadlo osem lokomotiv, Italija je prevzela z delom Dalmacije in Slovenije sedem lokomotiv, v Srbiji lokomotiv ni bilo več, polovica lokomotiv pa je pripadla Nemčiji, ki jih je razporedila po progah t. i. južne spodnje Štajerske.

### Obdobje po letu 1945
Leta 1945 je ostalo šest lokomotiv v Avstriji in samo ena v Nemčiji. Ostale lokomotive so morali vrniti v Jugoslavijo do leta 1947. Nekatere izmed vrnjenih so bile v zelo slabem stanju.
Lokomotive so zahodno od Zagreba ponovno prevzele vleko različnih vrst vlakov, med njimi tudi novi Simplon-Orient-Express. 
Še do sredine 70. let 20. stoletja je kurilnica Maribor uporabljala lokomotive za vleko brzovoznih vlakov, ki so vozili vse do postaje Spielfeld-Straß v Avstriji. 
Po letu 1974 so bile lokomotive te serije umaknjene iz redne uporabe.

### Stanje danes
Železniški muzej Ljubljana ima v lasti tri lokomotive serije 06. Lokomotiva 06 013 se kot stalno posojen predmet nahaja v Bahnparku v nemškem Augsburgu, 06 018 je v Ljubljani in čaka na ponovno obnovo v vozno stanje, 06 016 pa služi zanjo kot zaloga nadomestnih delov.

## Ohranjene lokomotive te serije
| številka | leto gradnje | stanje           | lokacija               |
| 06 013   | 1930         | za ogledovanje   | Augsburg (Bahnpark)    |
| 06 018   | 1930         | čaka na obnovo   | Ljubljana (Žel. muzej) |
| 06 016   | 1930         | za rezervne dele | Ljubljana (Žel. muzej) |

## Tehnični podatki
| Oznaka:                      | JDŽ 06 001-030         |
| Količina:                    | 30                     |
| Proizvajalec:                | Borsig, Berlin         |
| Leta proizvonje:             | 1930                   |
| Izločitev:                   | po letu 1974           |
| Osna konfiguracija:          | 1' D 1' h2             |
| Razdalja med kolesi:         | 1435 mm (standard)     |
| Dolžina preko odbojnikov:    | 21.900 mm              |
| Dolžina same lokomotive:     | xx.xx mm               |
| Trdi razvoj koles:           | xxxx mm                |
| Popolen premer koles:        | 10,65 mm               |
| Razvoj s tenderjem:          | xx.xxx mm              |
| Najmanjši polmer:            | 150 m                  |
| Prazna teža:                 | xxx,x t                |
| Delavna teža:                | xxx,x t                |
| Delavna teža s prtljažnikom: | xxx,x t                |
| Teža trenja:                 | 64,4 t                 |
| Osna obremenitev:            | 16 t                   |
| Največja hitrost:            | 85 km/h                |
| Indicirana moč:              | 1470 kW                |
| Moč speljevanja:             | 80 kN                  |
| Premer pogonskih koles:      | 1600 mm                |
| Premer koles spredaj:        | 900 mm                 |
| Premer koles zadaj:          | 1100 mm                |
| Število valjev:              | 2                      |
| Razmer valjev:               | 630 mm                 |
| Omehčava valjev:             | 660 mm                 |
| Kotlovni pritisk:            | 16 bar                 |
| Številka ogrevalnih cevi:    | 156                    |
| Dolžina kotla:               | 10.780 mm              |
| Površina grila:              | 4,8 m²                 |
| Površina kurjave:            | xx,x m²                |
| Površina cevi kurjave:       | xxx,x m²               |
| Površina pregrevalnika:      | xx,xx m²               |
| Površina uparjanja:          | xxx,x m²               |
| Prtljažnik:                  | xxx                    |
| Količina vode:               | 25 m³                  |
| Količina goriva:             | 10 m³                  |
| Zavora:                      | ročna zavora           |
| Zračna zavora:               | Westinghouse/Božič G/P |
| Uravnavanje:                 | Heusinger              |